# Посёлок Совхоза «Софьинский», 2-й участок
Совхоза «Софьинский», 2-й участок — посёлок в Умётском районе Тамбовской области России. Входит в состав Сергиевского сельсовета.

## География

### Расположение
Посёлок находится в восточной части Тамбовской области, в лесостепной зоне, в пределах Приволжской возвышенности, на расстоянии примерно 19 километров (по прямой) к юго-западу от рабочего посёлка Умёт, административного центра района.

### Климат
Климат умеренно континентальный, относительно сухой, с холодной продолжительной зимой и жарким летом. Средняя температура воздуха самого холодного месяца (января) — −11,5 °C (абсолютный минимум — −40 °C); самого тёплого месяца (июля) — 20,4 °C (абсолютный максимум — 40 °С). Среднегодовое количество атмосферных осадков составляет 450—500 мм. Продолжительность залегания снежного покрова составляет в среднем 136 дней.

### Часовой пояс
Посёлок Совхоза «Софьинский», 2-й участок, как и вся Тамбовская область, находится в часовой зоне МСК (Московское время). Смещение применяемого времени относительно UTC составляет +3:00.

## Население
| 2010 | 2013 |
| ---- | ---- |
| 22   | ↘11  |

### Половой состав
По данным Всероссийской переписи населения 2010 года, в гендерной структуре населения мужчины составляли 54,5 %, женщины — соответственно 45,5 %.

### Национальный состав
Согласно результатам переписи 2002 года, в национальной структуре населения русские составляли 78 % из 45 чел.